# النجدين (ردفان)

تعديل مصدري - تعديل

النجدين هي إحدى قرى عزلة الحبيلين بمديرية ردفان التابعة لمحافظة لحج، بلغ تعداد سكانها 105 نسمة حسب تعداد اليمن لعام 2004.